# 香港盲蛇
香港盲蛇（学名：Indotyphlops lazelli）为盲蛇科印度盲蛇属的爬行动物，又名拉氏盲蛇，是香港的特有种。本种以James D. Lazell之名命名，以表現他對香港近郊區爬行動物群落研究的貢獻。模式標本在1988年由Sandra Brown在薄扶林採集，而副模標本於1992年採自香港大學校園，存於哈佛大學動物比較學博物館。
目前人類對於香港盲蛇的習性所知甚少，只曾發現兩個個體，模式標本個體發現於落葉堆中。